# Pindwara
Pindwara là một thành phố và khu đô thị của quận Sirohi thuộc bang Rajasthan, Ấn Độ.

## Địa lý
Pindwara nằm tại vị trí có tọa độ khoảng 24°48′B 73°04′Đ / 24,8°B 73,07°Đ. Độ cao trung bình là 372 m (1.220 ft) trên mực nước biển.

## Nhân khẩu
Theo điều tra dân số năm 2001 của Ấn Độ, Pindwara có dân số 20.758 người. Nam giới chiếm 53% tổng số dân và nữ giới chiếm 47%. Pindwara có tỷ lệ 60% biết đọc biết viết, cao hơn tỷ lệ trung bình toàn quốc là 59,5%: tỷ lệ cho nam giới là 72%, và tỷ lệ cho nữ giới là 46%. Tại Pindwara, 17% dân số nhỏ hơn 6 tuổi.